# 레조낙 홀딩스
레조낙 홀딩스(일본어: レゾナック・ホールディングス)는 일본 기업가 모리 노부테루가 설립한 일본전기공업(日本電気工業)과 쇼와 비료(昭和肥料)의 합병으로 1939년에 설립된 이 기업은 화학 물질, 제품 및 산업자재를 생산하는 일본의 화학 회사이다.
이 기업의 제품은 중공업부터 전자 및 컴퓨터 산업에 이르기까지 다양한 분야에 사용된다. 회사는 석유화학(올레핀, 유기화학, 플라스틱 제품), 알루미늄(알루미늄 캔, 시트, 잉곳, 포일), 전자(반도체, 세라믹 재료, 하드 디스크 드라이브 플래터), 화학(산업용 가스, 암모니아, 농약) 및 무기물(세라믹, 흑연 전극)을 담당한다. 쇼와 덴코는 180개 이상의 자회사와 계열사를 보유하고 있다. 이 회사는 광범위한 해외 사업장을 보유하고 있으며 네덜란드에 본사를 둔 몬텔 및 일본석유화학과 합작 투자하여 폴리프로필렌을 제조 및 판매하고 있다. 2001년 3월에 쇼와전공알루미늄주식회사와 합병하여 고부가가치 가공 알루미늄 제품 사업을 강화하고 현재 차세대 광통신용 웨이퍼를 개발하고 있다.
쇼와 덴코는 미즈호 게이레쓰의 멤버이다.
쇼와 덴코는 현재 레조낙(Resonac)으로 알려져 있다.

## 같이 보기
- 쇼와 덴코 돔 오이타